# Marachernes bellus
Espèce
Marachernes bellus est une espèce de pseudoscorpions de la famille des Chernetidae.

## Distribution
Cette espèce est endémique d'Australie. Elle se rencontre au Victoria dans les monts Otway et en Tasmanie.

## Habitat
Ce pseudoscorpion est myrmécophile, il se rencontre dans les fourmilières d'Iridomyrmex sp..

## Description
Les mâles mesurent de 2,74 à 3,14 mm et les femelles de 2,99 à 3,34 mm.

## Publication originale
- Harvey, 1992 : A new genus of myrmecophilous Chernetidae from southern Australia (Pseudoscorpionida). Records of the Western Australian Museum, vol. 15, p. 763-775 (texte intégral).